# Calla's
Calla's is een restaurant dat gevestigd is in Den Haag in Nederland. Het heeft sinds 2002 een Michelinster.
In 2013 kende de GaultMillau het restaurant 16 van de maximaal 20 punten toe.
Eigenaar en chef-kok van Calla's is Ronald van Roon. Het restaurant is lid van Les Patrons Cuisiniers.